# 石川公一
石川 公一（いしかわ こういち）は、オウム真理教の元幹部。ホーリーネームはサルヴァニー・ヴァラナヴィシュカンビン。徳島県出身。省庁制が採用された後は、「法皇官房」の実質的な責任者であった。教団内でのステージは師長だったが、地下鉄サリン事件3日前の尊師通達で正悟師に昇格した。

## 来歴
徳島県小松島市で開業医の家庭に生まれた。父親は衆議院議員後藤田正晴の後援会会長。徳島大学教育学部附属中学校、灘高等学校を経て、1987年、東京大学理科三類に現役合格。3年次から東京大学医学部医学科に進学したが、ヨーガに関心を持ったことがきっかけで、大学を休学し1990年にオウム真理教に入信、同年8月3日に出家。教団内では麻原彰晃の三女（アーチャリー）の家庭教師をつとめ、また各種イニシエーションの開発を行った。高校時代からの友人だった富永昌宏がオウム真理教に入信したのは、石川の影響による。
1995年3月20日の地下鉄サリン事件の謀議を決定した3月18日の「リムジン謀議」では同乗していたが、サリン散布に関する積極的な発言が確認できなかったことから、起訴されなかった。1995年4月8日に都内のホテルに偽名で記入した有印私文書偽造容疑で逮捕、4月29日に19歳女性を拉致監禁した事件で監禁罪で再逮捕されるが、5月20日に処分保留で釈放されて、後に不起訴となった。オウム真理教に対する摘発が進む中で、休学中だった東京大学を自主退学する。
その後、教団を脱会し、中央大学法学部に再入学。司法試験合格を目指したが失敗。中大卒業後、偽名で九州大学医学部を受験し合格したが、教団の幹部だったこと、並びに偽名の使用が教授会から問題視され、合格取消処分を受けた。
2004年7月7日、警察庁長官狙撃事件に関与したとして、捜査の過程において島田裕巳宅爆弾事件の容疑で別件逮捕された。狙撃事件前日に、現場近くの国道で警察官に職務質問されており、教団施設から押収した資料に狙撃事件について記した石川のメモもあった。しかし、事件への関与を否認、証拠不十分で7月28日に釈放され、9月17日に不起訴となった。

## 人物
- 麻原への忠誠心が極めて高く、修行に熱心に取り組み、イニシエーションの開発に携わった。しかし、やや愚鈍で要領が悪い面があったため、地下鉄サリン事件などの大きな事件には関わらせてもらえなかったとされる[1]。高校から大学の同級生である上昌広は、「あまりに真面目で、すこし『鈍くさい』ので麻原も（石川を）一連の事件では使わなかったみたいですよ」との新宿警察署刑事の発言を伝え、「教団幹部で彼が起訴されなかった理由なのだろう。このあたり、麻原は人をよく見ている」と評している[2]。
- 苫米地英人は「石川こそが麻原の側近中の側近で、中沢新一の影響を受けてオウムの洗脳教義を作り上げた張本人であり、彼が（中沢が教鞭を執る）中大に再入学したのもそのためだ」という旨を述べている[3]。
- 教団では、食品がどんなに傷んでいても食べなければいけないという教義があったが、石川は1ヶ月以上放置されカビだらけになったソバの生麺を「ちょっとすっぱいけど、何とかいけますね」と言いながら食べるなど、熱心な信仰を持っていた[4]。なお、この生麺には麻原の体液が混入しており、カビが生えるくらいが丁度良いと本人が語っていた。
- オウム真理教のアニメ・『超越神力』「天耳通」の登場人物、芦川順一は石川がモデルとされる。